# Bouaye
Bouaye (bretonisch: Bouez) ist eine französische Gemeinde mit 8281 Einwohnern (Stand: 1. Januar 2022) im Département Loire-Atlantique in der Region Pays de la Loire. Bouaye gehört zum Arrondissement Nantes und zum Kanton Rezé-1. Die Einwohner werden Boscéen(ne)s genannt.

## Geographie
Bouaye liegt am Nordufer des Lac de Grand-Lieu etwa 12 Kilometer südwestlich von Nantes in der historischen Landschaft Pays de Retz. Durch die Gemeinde fließt der Acheneau. Umgeben ist Bouaye von Bouguenais im Norden und Nordosten, Saint-Aignan-Grandlieu im Osten, Saint-Philbert-de-Grand-Lieu im Süden, Saint-Mars-de-Coutais im Südwesten, Saint-Léger-les-Vignes im Westen und Brains im Nordwesten. 
Bouaye gehört zu den Weinbaugebieten Muscadet-Côtes de Grandlieu, Muscadet und Gros Plant du Pays Nantais.

## Wappen
Wappenbeschreibung: In Blau mit goldenem rechten Obereck, darin ein schwarzes durchgehendes gemeines Kreuz, ein silbernes Fünfblatt über einen erniedrigten silbernen Schildfuß.

## Verkehr
Durch die Gemeinde führt die Route nationale 751 und die Bahnstrecke Nantes–Saint-Gilles-Croix-de-Vie. Außer nach Nantes und Saint-Gilles-Croix-de-Vie verkehren von Bouaye auch TER-Züge über Sainte-Pazanne nach Pornic.

## Bevölkerungsentwicklung
| Jahr                       | 1962 | 1968 | 1975 | 1982 | 1990 | 1999 | 2010 | 2017 |
| Einwohner                  | 1520 | 1607 | 2209 | 3445 | 4815 | 5252 | 5958 | 7844 |
| Quellen: Cassini und INSEE |      |      |      |      |      |      |      |      |

## Sehenswürdigkeiten
- Château de la Sénaigerie aus dem 13. Jahrhundert, Monument historique seit 1999
- Château du Bois de La Noë, von 1720 an erbaut
- Domaine de la Mévellière

Siehe auch: Liste der Monuments historiques in Bouaye

## Persönlichkeiten
- Jean-Marc Guillou (* 1945), Fußballspieler und -trainer